# Пленарное заседание кнессета
Пленарное заседание кнессета (ивр. מליאת הכנסת‎, также Пленум кнессета) представляет собой полное собрание всех депутатов кнессета на рабочее заседание, в отличие от заседаний и деятельности различных комиссий кнессета. Пленарные заседания кнессета проходят в зале пленарных заседаний, занимающем центральное пространство резеденции кнессета. Основные обсуждения повестки дня кнессета также проходят в зале пленарных заседаний.
Нынешнее здание кнессета было открыто на первом пленарном заседании кнессета 30 августа 1966 года, которое открыл премьер-министр Леви Эшколь под председательством председателя кнессета Кадиша Луза.

## Зал
Депутаты кнессета рассаживаются в зале пленарных заседаний в соответствии с фракциями, к которым они принадлежат, как это определено организационной комиссией кнессета. Обычно фракции коалиции и ее самая большая фракция сидят слева от председателя кнессета, а оппозиционные фракции и ее самая большая фракция — справа от него.

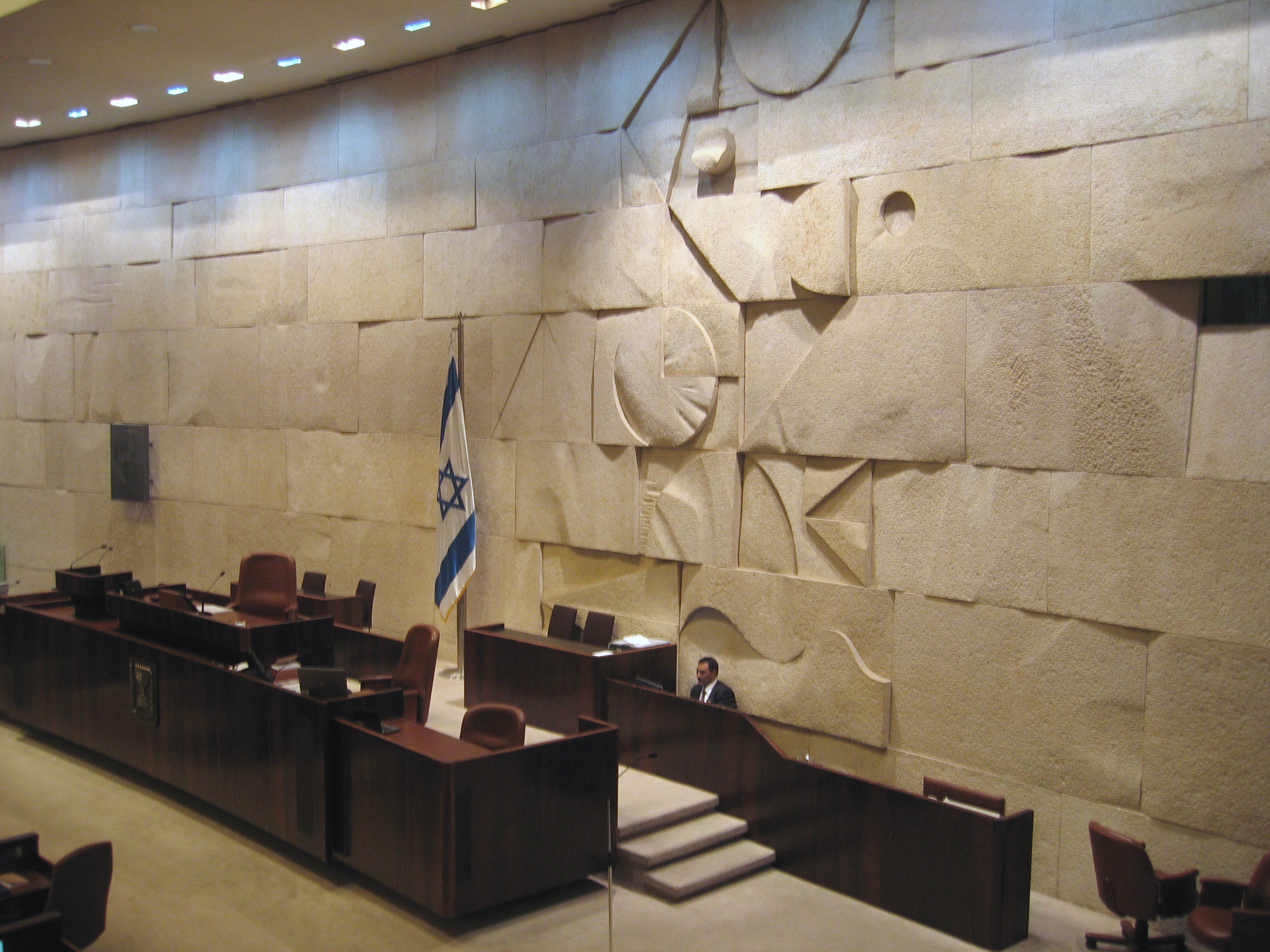
Панно «Молитесь о мире в Иерусалиме» пленарный зал

В зале пленарных заседаний есть 116 мест для депутатов Кнессета, расположенных в форме меноры. Центральный стол в форме подковы — стол правительства, во главе которого сидит премьер-министр, рядом с ним — его заместители, а вокруг остального стола — министры. Дважды с момента основания государства, во время правления правительства с большим количеством министров, в центре пленума устанавливался дополнительный небольшой стол для использования министрами правительства. По бокам зала расположены кабинеты секретарей комиссий и фракций, советников и помощников депутатов.
В зале пленарных заседаний за каждым депутатом кнессета закреплено определенное место и на нем указано его имя, на столе каждого депутата Кнессет лежат регламент Кнессета, повестка дня и законопроекты, обсуждаемые в этот день. Перед каждым депутатом кнессета находится компьютеризированный экран, управляемый с помощью прикосновения, который используется для голосования, просмотра повестки дня и многого другого. При каждом электронном голосовании каждый депутат кнессета голосует на своём сенсорном экране за предпочитаемый вариант: красный — против, зеленый — за, желтый — воздержался. Депутат кнессета может голосовать только со своего места.
Председатель кнессета и его заместители, которые замещают председателя в его отсутствие, сидят во главе «сцены кнессета» во время заседания, слева от председателя сидит секретарь кнессета, а справа от него стоит оратор. Позади председателя небольшой столик, который используется для разных целей: при сложных голосованиях за ним закрепляется заместитель секретаря Кнессета; Когда глава иностранного государства выступает в кнессете, за этим столиком сидит глава отдела церемоний; При тайном голосовании в резиденции, например, при избрании президента государства или государственного контролёра, на нём подсчитываются голоса.
С гостевой трибуны открывается вид на зал пленарных заседаний. Трибуна находится в верхней части зала и разделена на две части перегородкой из бронированного стекла после инцидента, произошедшего в Бейт-Фромине, когда психически неуравновешенный человек бросил гранату на пленарном заседании в сторону стола правительства. В передней части, открытой в зал пленарных заседаний, расположены места для приглашенных гостей, в том числе специальная ложа, предназначенная для президента государства, с левой стороны (относительно точки зрения председателя) передней трибуны. С правой стороны трибуны (по отношению к точке зрения председателя) находятся СМИ, их корреспонденты и камеры, которые снимают пленарные дебаты и транслируют их в прямом эфире на телевизионном канале кнессета. За стеклянной перегородкой, в верхней части стенда, расположены места для не приглашенной публики, там все пришедшие могут свободно смотреть и слушать пленарные заседания.
Израильский художник Дани Караван спроектировал скульптуру, закрывающую стену перед построенным залом — панно «Молитесь о мире в Иерусалиме». В произведении есть элементы, символизирующие вид на Иерусалим. На левой стороне стены (если смотреть из центра пленума в сторону площадки синагоги) висит выжженный на темной цинковой пластине портрет Теодора Герцля, а в центре висит государственный флаг.
По случаю созыва Кнессета двадцать первого созыва светлый ковер в пленарном зале заседаний был заменен синим ковром.

## Активность

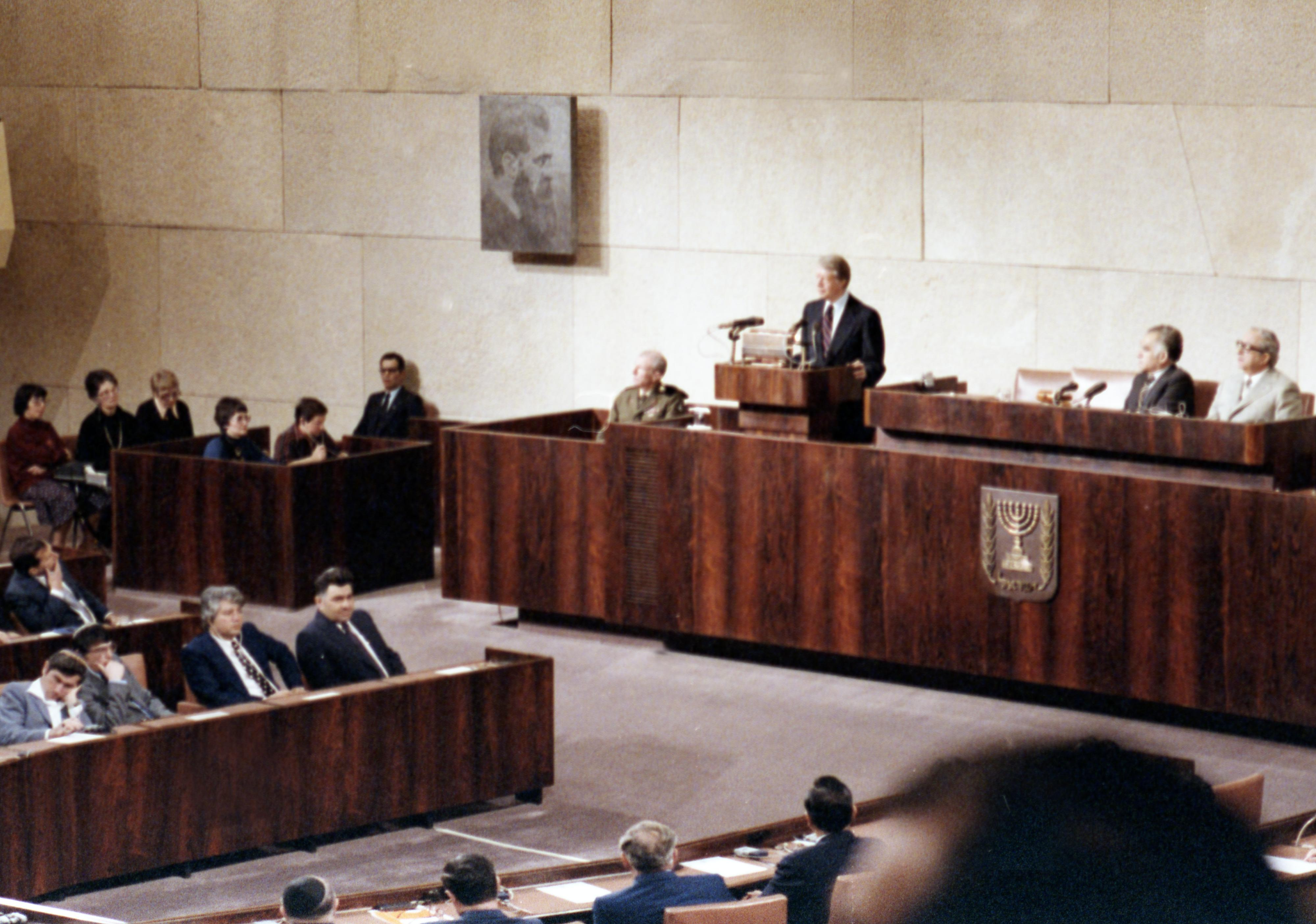
Президент США Джимми Картер на пленуме кнессета, 12 марта 1979 года. Портрет Герцля слева.

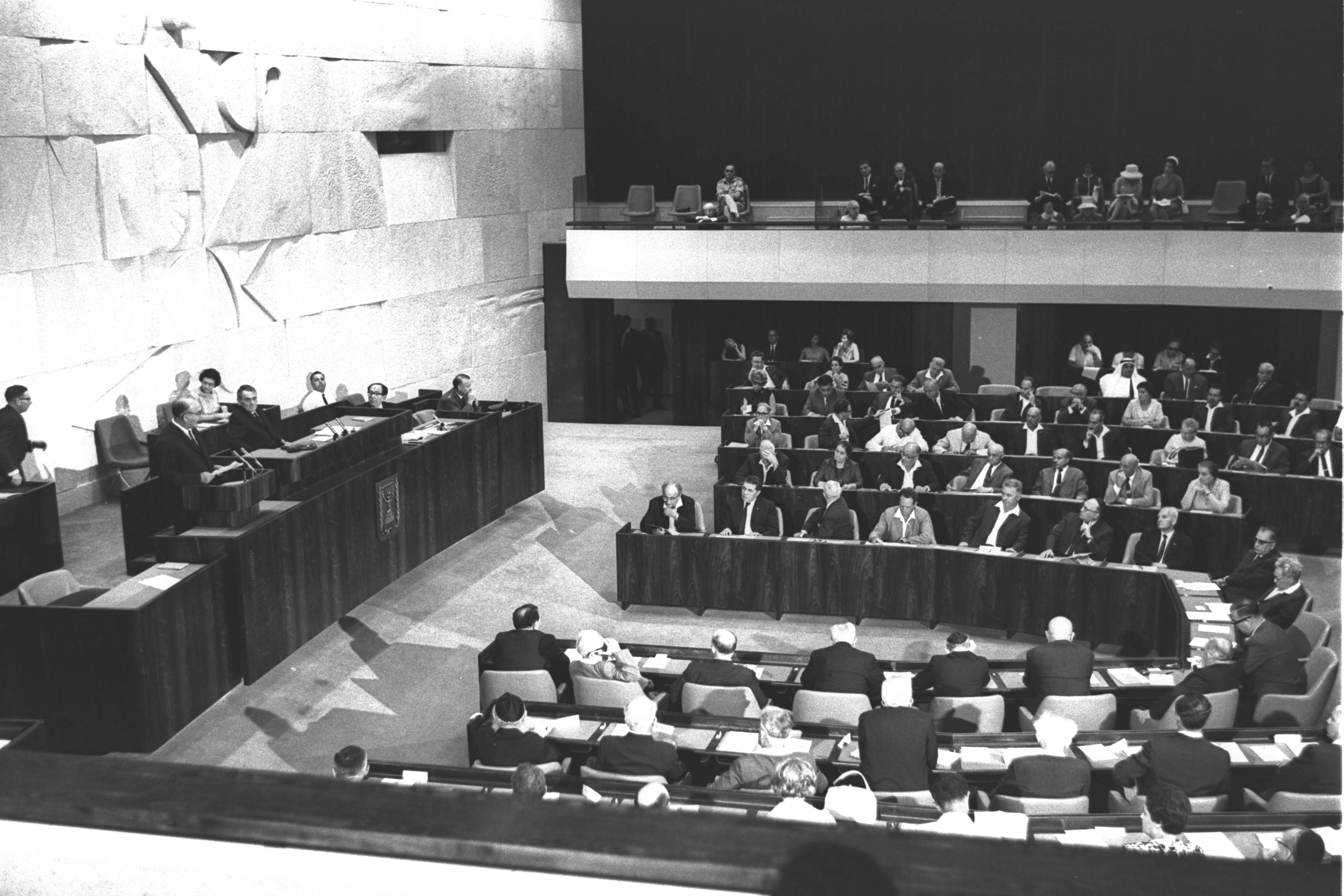
Первое заседание в новой резиденции кнессета, докладчик: премьер-министр Леви Эшколь. Во главе заседания: председатель кнессета Кадиш Луз ; 31 августа 1966 года

Решения кнессета, такие как утверждение закона или вотум недоверия, принимаются путем голосования на пленарном заседании кнессета, который собирается каждую неделю по понедельникам, вторникам и средам, за исключением месяцев каникул и праздников. Решение принимается большинством голосов депутатов кнессета, участвующих в голосовании. В некоторых вопросах, таких как изменение части основных законов, требуется большинство в 61 депутат кнессета.
В зале пленарных заседаний проходят основные дебаты по повестке дня кнессета, министры правительства Израиля отвечают на вопросы, представленные депутатами кнессета, вносятся предложения по повестке дня, а депутаты кнессета голосуют по вотумам недоверия, внесенным оппозицией, и по законам, находящимся на предварительном рассмотрении, втором чтении и окончательном утверждении закона в третьем чтении.
Инструментом, данным депутатам кнессета, является обязательство премьер-министра присутствовать на обсуждении на пленарном заседании при условии, что будет собрано необходимое количество подписей.
Зал пленарных заседаний иногда посещают главы государств и организаций, которые выступают перед депутатами кнессета. Президент Египта Анвар Садат был первым лидером арабской страны, выступившим в зале пленарных заседаний.

## Голосование

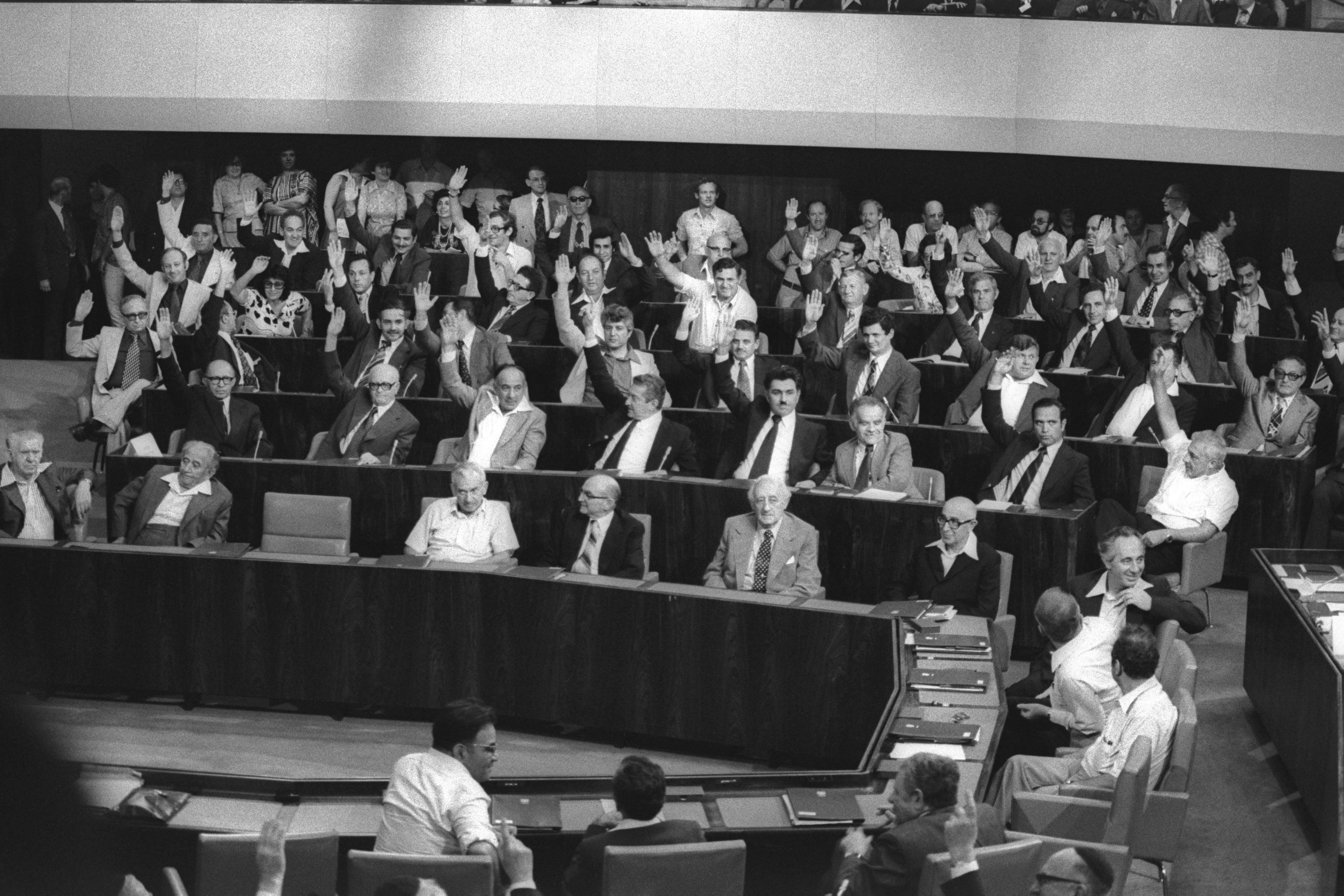
Ручное голосование на пленуме Кнессета. Это голосование касалось назначения Ицхака Шамира на должность председатель кнессета. 13 июня 1977 года

Есть несколько способов проголосовать на пленарном заседании кнессета:
- Большинство голосований проводится с использованием электронной системы голосования. Председатель собрания объявляет о начале голосования, депутаты кнессета некоторое время нажимают на нужную кнопку на сенсорном экране: за, против или воздержались. По истечении времени голосования результат появляется на компьютеризированном табло, и председатель объявляет этот результат. В случае, если решение не принято, а количество голосов «за» и «против» равно, принимается особое мнение.
- В особых случаях по требованию не менее 20 депутатов или по требованию правительства проводится поимённое голосование. Секретарь Кнессета зачитывает имя одного депутата кнессета после другого депутата кнессета и должен сказать, как он проголосовал — за, против или воздержался. После того, как все имена прочитаны, еще один шанс дается депутатам, отсутствовавшим при первом голосовании, и, наконец, подсчитываются голоса и объявляется результат.
- Голосование поднятием руки проводится в двух случаях:
  - Когда электронная система не работает, голосование происходит также, как это было до ввода в строй электронной системы. Председатель назначает двух счетных депутатов. Он спрашивает: «Кто за?» Депутаты Кнессета «за» поднимают руки, а считающие депутаты подсчитывают их количество. Аналогично проводится голосование по вопросу «Кто против?» и «Кто избегает?».
  - При таком голосовании, как голосование по государственному бюджету, где один за другим делаются сотни оговорок, а результаты относительно известны заранее, первые голоса подаются одним из вышеперечисленных способов, но большинство голосов бросают в цепочку, в которой поднимают и опускают руки, а председатель определяет, прошло предложение или нет, без точного подсчета голосов, а полагаясь на подсчёт «на глазок» .
- Как правило, голосование в кнессете открытое. Однако в ряде случаев закон или устав кнессета предусматривают, что голосование является тайным. Так, Основной закон: Президент государства заявляет, что «избрание президента государства осуществляется тайным голосованием на сессии кнессета, предназначенной только для этого вопроса». B Основной закон: Государственный контролёр было внесено аналогичное положение об избрании государственного контролёра. Устав кнессета предусматривает, что избрание представителей кнессета в комиссию по назначению судей и в комиссии по назначению даянов и кади также будет секретным.

## Провокации на пленумах
- 23 декабря 1978 года депутат кнессета Чарли Битон приковал себя наручниками к трибуне кнессета. Председатель заседания Моше Марон был вынужден закрыть заседание. Битон попросил освободить его от наручников. Ряд депутатов кнессета пытались освободить его, но только после вмешательства работников кнессета он был освобожден[6].
- На пленарном заседании кнессета, где Хаим Херцог был избран президентом, депутат кнессета Меир Кахане вытащил бутылку уксуса, назвав президента «уксусным сыном вина», намекая на происхождение отца Герцога.
- В феврале 1979 года депутат кнессета Ури Авнери появился на пленарном заседании в рубашке с надписью «Шалом ахшав»[6].
- 2 января 1985 года, во время визита делегации «Партии зеленых» в Израиль, между Ювалем Неэманом и Тауфиком Туби возникла физическая конфронтация после того, как последний сорвал вывеску с надписью «Зеленые-коричневые вон!», которой размахивали Рафаэль Эйтан и Геула Коэн[7].
- В 1993 году, незадолго до подписания соглашений Осло, на пути к подиуму, закутавшись в талит, депутат кнессета Йосеф Ба-Гад положил крошечный пропеллер на стол премьер-министра Ицхака Рабина в ответ на слова Рабина о том, что он назвал поселенцев «пропеллерами». Также через год он сел на пол зала в центре правительственной части и отказался вставать.
- В 1993 году, незадолго до подписания соглашений Осло, Цахи Ханегби проигрывал записи премьер-министра Ицхака Рабина и был удален из зала пленарных заседаний.
- Обосновывая свои оговорки в отношении государственного бюджета на 1993 год, депутат кнессета Михаэль Эйтан произнес самую длинную речь в истории Кнессета, которая длилась 10 часов и 7 минут.
- В 2003 году во время обсуждения государственного бюджета лейбористская молодежь вызвала бурю негодования на пленуме, размахивая плакатами на трибунах с надписью «Биби разрушает государство»[8].
- В 2005 году во время реализации плана одностороннего размежевания депутаты кнессета Арье Эльдад, Михаил Горловский и Гила Финкельштейн появились в оранжевой одежде, отождествляемой с противниками размежевания.
- В феврале 2005 года в кнессете 16-го созыва, депутаты кнессета из фракции ШАС и председатель ШАС Эли Ишай с трибуны председателя размахивали пакетами с молоком в знак протеста против повышения в цене молока[9].
- В 2006 году депутат Кнессета Мухаммед Бараке размахивал фотографией раненого младенца, прервал выступление заместителя министра Эфраима Снэ и был удален с пленарного заседания[10].
- В июне 2010 года на пленуме кнессета вспыхнули беспорядки, когда депутат Кнессета Ханин Зуаби поднялась, чтобы произнести речь о флотилии в Газе. Пока она произносила речь, она получила проклятия от депутатов Мири Регев и Анастасии Михаэли за участие во флотилии[11].
- В июне 2013 года во время голосования в первом чтении по «Закону о равном распределении обязанностей» депутат кнессета Меир Поруш приковал себя наручниками к трибуне, а депутат кнессета Моше Гафни разорвал рубашку по траурному обычаю в знак сопротивления этому закону[12][13].
- В ноябре 2016 года, в ответ на волну пожаров в Израиле (в поджогах которых подозревались экстремисты из арабского сектора) депутат Кнессета Орен Хазан вытащил зажигалку прямо на пленарном заседании и зажег ее[14].